# Мескіт (Старр, Техас)
Мескіт (англ. Mesquite) — переписна місцевість (CDP) в США, в окрузі Старр штату Техас. Населення — 479 осіб (2020).

## Географія
Мескіт розташований за координатами 26°24′9″ пн. ш. 98°58′51″ зх. д. / 26.40250° пн. ш. 98.98083° зх. д. (26.402434, -98.980938).  За даними Бюро перепису населення США в 2010 році переписна місцевість мала площу 0,13 км², уся площа — суходіл.

## Демографія
Згідно з переписом 2010 року, у переписній місцевості мешкало 505 осіб у 130 домогосподарствах у складі 121 родини. Густота населення становила 3931 особа/км².  Було 145 помешкань (1129/км²).
Расовий склад населення:
| - 100,0 % — білих |

До двох чи більше рас належало 0,0 %. Частка іспаномовних становила 95,6 % від усіх жителів.
За віковим діапазоном населення розподілялося таким чином: 32,9 % — особи молодші 18 років, 58,6 % — особи у віці 18—64 років, 8,5 % — особи у віці 65 років та старші. Медіана віку мешканця становила 27,7 року. На 100 осіб жіночої статі у переписній місцевості припадало 87,7 чоловіків;  на 100 жінок у віці від 18 років та старших — 81,3 чоловіків також старших 18 років.
За межею бідності перебувало 26,9 % осіб, у тому числі 38,5 % дітей у віці до 18 років та 100,0 % осіб у віці 65 років та старших.
Цивільне працевлаштоване населення становило 334 особи. Основні галузі зайнятості: освіта, охорона здоров'я та соціальна допомога — 52,7 %, будівництво — 35,0 %, роздрібна торгівля — 7,5 %, виробництво — 4,8 %.